# Gwiazda od zaraz

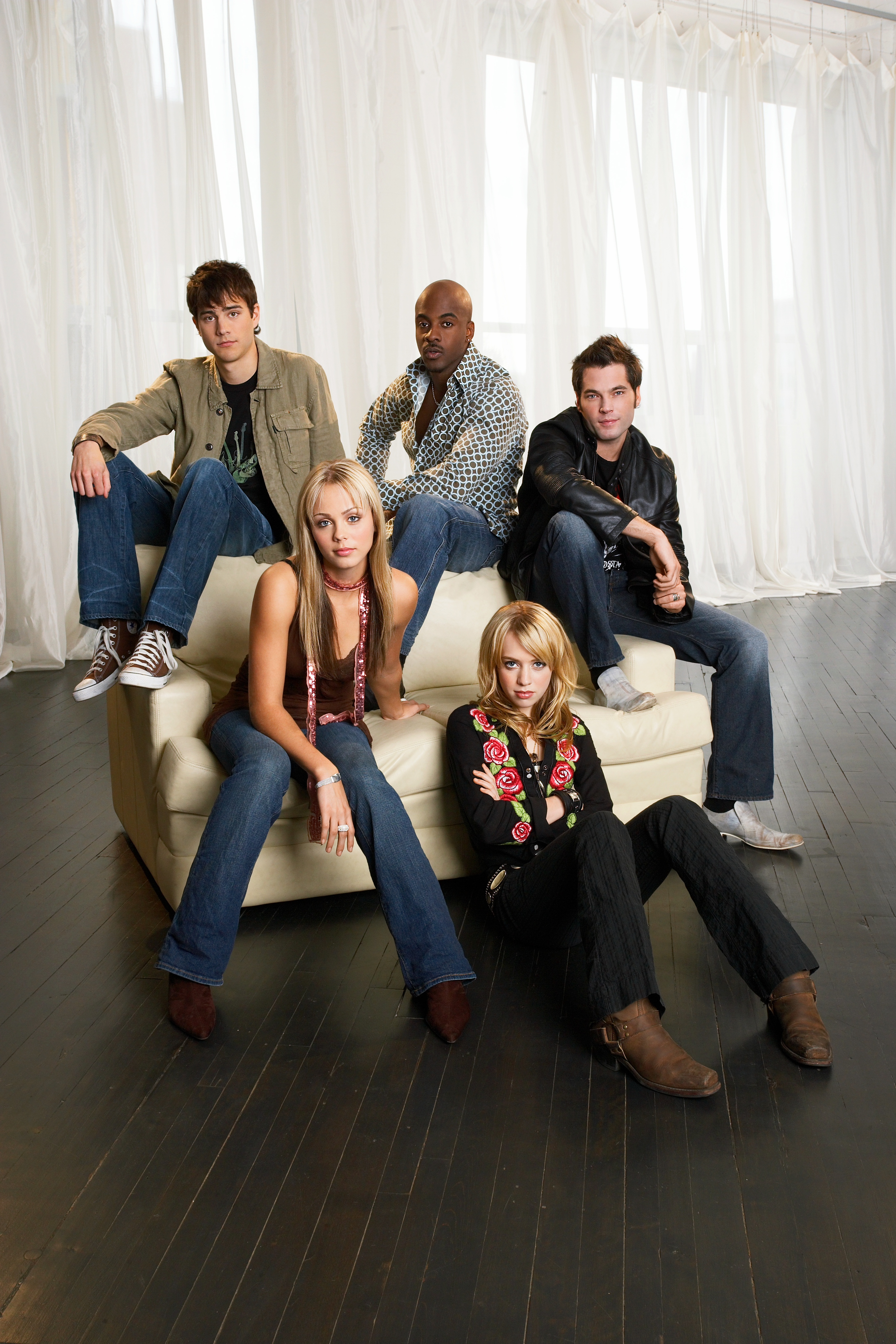
Aktorzy serialu Gwiazda od zaraz

Gwiazda od zaraz – kanadyjski serial młodzieżowy nadawany pierwotnie przez stację CTV, jednak największą sławę zdobył w stosunkowo niewielkiej amerykańskiej stacji TeenNick. W Polsce serial był emitowany na kanale ZigZap.
Serial opowiada o Jude Harrison, która zwyciężyła konkurs wokalny (podobny do kanadyjskiej wersji Idola) i przeżywa teraz swoje wzloty i upadki.
Serial jest stworzony przez producentów Degrassi: The Next Generation, popularnego za oceanem serialu. Jednak nie zawiera podobnych wątków. Gwiazda od zaraz opowiada głównie o pierwszych krokach Jude w świecie show-biznesu i zawodowej muzyki, a także o jej perypetiach miłosnych i przyjacielskich.
Większość piosenek została stworzona specjalnie dla tego serialu. W każdym z odcinków pierwszego sezonu Jude pisze jedną piosenkę na swoją debiutancką płytę. Piosenka ta przewija się przez cały odcinek i kończy go. Alexz Johnson sama śpiewa większość piosenek, a do kilku napisała również teksty. Jednak, większość z nich skomponowali i teksty napisali specjalnie zwerbowani autorzy, całe ich szeregi, zorganizowane w intensywne obozy autorskie poza kulisami serialu przez jego producentów. Jedną taką autorką była nowa piosenkarka Lights (Valerie Poxleitner), która ubiegała się nieskutecznie o rolę Jude, przegrywając właśnie z Alexz Johnson.

## Stacje telewizyjne
| Kraj          | Stacja               |
| ------------- | -------------------- |
| Australia     | Nickelodeon, Foxtel  |
| Austria       | ORF                  |
| Belgia        | Ketnet               |
| Brazylia      | Multishow            |
| Bułgaria      | Nova TV              |
| Estonia       | TV3                  |
| Finlandia     | Sub                  |
| Francja       | Filles TV, Virgin 17 |
| Hiszpania     | MTV España           |
| Kanada        | CTV                  |
| Litwa         | Tango TV             |
| Łotwa         | TV3                  |
| Malezja       | 8TV                  |
| Maroko        | 2M TV                |
| Meksyk        | MTV                  |
| Niemcy        | VIVA                 |
| Nowa Zelandia | TV2                  |
| Norwegia      | TV Norge             |
| Peru          | MTV                  |
| Polska        | Zig Zap              |
| Portugalia    | MTV Portugal         |
| Rosja         | MTV Rossija          |
| RPA           | GO                   |
| Szwecja       | TV2                  |
| USA           | TeenNick             |
| Wenezuela     | Televen              |
| Węgry         | Viasat 3             |
| Włochy        | Italia 1             |

## Aktorzy
Główne role
- Alexz Johnson – Jude Harrison
- Tim Rozon – Tom "Tommy Q" Quincy
- Kristopher Turner – Jamie Andrews
- Laura Vandervoot – Sadie Harrison
- Wes Williams – Darius Mills
- Mark Taylor – Quest
- Tyler Kyte – Vincent Spiederman
- Ian Blackwood – Kyle Bateman
- Christopher Gaudet – Wally Robbins
- Simon Reynolds – Stuart Harrison
- Miku Graham – Portia Mills

sezon I
- Barbara Mamabolo – Katerina "Kat" Benton
- Jane Sowerby – Victoria Harrison
- Andrea Lui – E.J. Li
- Tracey Waterhouse – Georgia Bevans
- Matthew Brown – Shay Mills
- Claudia Besso – Yvette
- Katrina Matthews – Eden Taylor

sezon II
- Zoie Palmer – Patsy Sewer
- Aubrey Graham – jako on sam
- Stacey Farber – jako ona sama
- Jane Sowerby – Victoria Harrison
- Barbara Mamabolo – Katerina "Kat" Benton
- Vincent Walsh – Liam Fenway
- Nicholas Rose – Mason Fox
- Howard Glassman – Van Demme
- Tannis Burnett – Ugh Ugh

sezon III
- Cory Lee – Karma
- Corey Sevier – Hunter
- Zoie Palmer – Patsy Sewer
- Craig Warnock – Peagen Smith
- Robert Thomas – Big Lou

sezon IV
- Cassie Steele – Blu
- Cory Lee – Karma
- Kyle Riabko – Milo
- Tatiana Maslany – Zeppelin
- Craig Warnock – Peagen Smith
- Robert Thomas – Big Lou
- Clé Bennett – Thurman
- Peter Kosaka – Pan Hiro Takahashi

## Albumy
- Songs from Instant Star
- Songs from Instant Star Two
- Songs from Instant Star Three
- Songs From Instant Star Four
- Instant Star: Greatest Hits

### Twórcy tekstu
| Twórca              | Piosenka | Płyta/Płyty |
| ------------------- | --- | --- |
| Alexz Johnson       | 24 Hours, Let Me Fall, Skin, Criminal, That Girl, Just Wanted Your Love | Songs from Instant Star, Songs from Instant Star Four                                                             |
| Brendan Johnson     | Skin, Criminal, That Girl, Another Thin Line, The Breakdown, Just Wanted Your Love | Songs from Instant Star, Songs from Instant Star Two, Songs from Instant Star Three, Songs from Instant Star Four |
| Damhnait Doyle      | 24 Hours, Time to Be Your 21, Liar Liar, Anyone But You, How I Feel, Not Standing Around, I'm Gone Just the Beginning, Don’t You Dare, I Will Be the Flame, Darkness Round the Sun, Higher Ground | Songs from Instant Star, Songs from Instant Star Two, Songs from Instant Star Three, Songs from Instant Star Four |
| Rob Wells           | Waste My Time, I’m in Love With My Guitar, Time to Be Your 21, It Could Be You, Liar Liar, Anyone But You, How I Feel, There’s Us, My Sweet Time, Who Am I Fooling, Where Does It Hurt, I Don’t Know If I Should Stay, Just the Beginning, Love to Burn, Darkness Round the Sun, Shooting Star, Deeper, I Still Love You, 2 A.M., Here we go again, Ghost of mine     | Songs from Instant Star, Songs from Instant Star Two, Songs from Instant Star Three, Songs from Instant Star Four |
| Christopher Ward    | Temporary Insanity, Waste My Time, Let Me Fall, I’m in Love With My Guitar, It Could Be You, How Strong Do You Think I Am, Over-rated, My Sweet Time, Who Am I Fooling, I'm Gone, Where Does It Hurt, Love to Burn, Unraveling, I Will Be the Flame, Worth Waiting For, Deeper, Remind Yourself, I Still Love You, Here We Go Again, Live Like Music, 2 A.M., Perfect | Songs from Instant Star, Songs from Instant Star Two, Songs from Instant Star Three, Songs from Instant Star Four |
| Marc Jordan         | Time to Be Your 21, Your Eyes, Liar Liar, Fade to Black, Who Am I Fooling, White Lines, I Don’t Know If I Should Stay, Darkness Round the Sun | Songs from Instant Star, Songs from Instant Star Two, Songs from Instant Star Three                               |
| Luke McMaster       | How Strong Do You Think I Am, Anyone But You, Natural Disaster, Fade to Black, Who Am I Fooling, White Lines, Don’t You Dare, Worth Waiting For, Ultraviolet, Deeper, Remind Yourself, Here We Go Again, Higher Ground, Perfect | Songs from Instant Star Two, Songs from Instant Star Three, Songs From Instant Star Four                          |
| Greg Johnston       | How Strong Do You Think I Am, Over-rated, Not Standing Around, White Lines, Where Does It Hurt, Unraveling, Worth Waiting For, Shooting Star, Live Like Music | Songs from Instant Star Two, Songs from Instant Star Three, Songs from Instant Star Four                          |
| Jeen O’Brien        | Over-rated, Not Standing Around, I Don’t Know If I Should Stay, Ghost of mine | Songs from Instant Star Two, Songs from Instant Star Three, Songs from Instant Star Four                          |
| David Thomson       | Natural Disaster, Fade to Black, What You Need, I Will Be the Flame, Darkness Round the Sun | Songs from Instant Star Two, Songs from Instant Star Three                                                        |
| Fred St-Gelais      | Waste My Time, Me Out of Me, Your Eyes, Just the Beginning | Songs from Instant Star, Songs from Instant Star Three                                                            |
| James Robertson     | 24 Hours, Temporary Insanity | Songs from Instant Star                                                                                           |
| Chin Injeti         | Me Out of Me, Your Eyes | Songs from Instant Star                                                                                           |
| Andrea Wasse        | Temporary Insanity, It Could Be You | Songs from Instant Star                                                                                           |
| Tyler Kyte          | What You Need, R&R Honey Theme | Songs from Instant Star Three                                                                                     |
| Cory Lee            | No Shoes No Shirts | Songs from Instant Star Three                                                                                     |
| Joel Feeney         | Pick Up the Pieces | Songs from Instant Star                                                                                           |
| Chris Anderson      | Love to Burn | Songs from Instant Star Three                                                                                     |
| Valerie Poxleitner  | Perfect, Here we go again | Songs from Instant Star Four                                                                                      |
| Cassie Steele       | Pavement | Songs from instant Star Four                                                                                      |
| Chris Burke-Gaffney | Remind Yourself | Songs from Instant Star Four                                                                                      |
| Kyle Riabko         | Song for Amanda | Songs from Instant Star Four                                                                                      |
| Mike Fox            | Song for Amanda | Songs from Instant Star Four                                                                                      |
| Mher Filian         | Pavement | Songs from Instant Star Four                                                                                      |
| Isaac Hasson        | Pavement | Songs from Instant Star Four                                                                                      |
| David Tyson         | I'm Gone | |
| Tim Welch           | R&R Honey Theme, Stupidstar | |
| Em Gryner           | Ghost of mine | Songs from Instant Star Four                                                                                      |
| Schelley Peiken     | Ultraviolet | Songs from Instant Star Four                                                                                      |

## Zwycięzcy konkursu Gwiazda od zaraz
- Jude Harrison
- Mason Fox
- Karma
- Milo

## Wersja polska
Wersja polska: Start International Polska
Tekst: Piotr Radziwiłowicz
Czytał: Marek Lelek

## Spis odcinków
| N/o            | Polski tytuł                      | Angielski tytuł                    | zespół               | piosenka w serialu                            |
| -------------- | --------------------------------- | ---------------------------------- | -------------------- | --------------------------------------------- |
|                |                                   |                                    |                      |                                               |
| SERIA PIERWSZA |                                   |                                    |                      |                                               |
|                |                                   |                                    |                      |                                               |
| 01             | Jawa lepsza niż sen               | Even Better Than the Real Thing    | U2                   | 24 Hours                                      |
|                |                                   |                                    |                      |                                               |
| 02             | Zawsze sobą bądź                  | Come as You Are                    | Nirvana              | Let Me Fall                                   |
|                |                                   |                                    |                      |                                               |
| 03             | Co ma być to będzie               | Oh Well, Whatever, Nevermind       | Nirvana              | I'm In Love With My Guitar                    |
|                |                                   |                                    |                      |                                               |
| 04             | Między nami siostrami             | Hey Sister                         | D.O.A.               | It Could Be You                               |
|                |                                   |                                    |                      |                                               |
| 05             | Nie zawsze dostajesz to co chcesz | You Can't Always Get What You Want | The Rolling Stones   | Waste My Time                                 |
|                |                                   |                                    |                      |                                               |
| 06             | Pocałunek grozy                   | Kiss Me Deadly                     | Lita Ford            | Waste My Time                                 |
|                |                                   |                                    |                      |                                               |
| 07             | Chcę być twoim chłopakiem         | I Wanna Be Your Boyfriend          | The Ramones          | Your Eyes                                     |
|                |                                   |                                    |                      |                                               |
| 08             | Gorzka szesnastka                 | Unsweet Sixteen                    | Wakefield            | Time To Be Your 21                            |
|                |                                   |                                    |                      |                                               |
| 09             | Nie dam się więcej nabrać         | Won't Get Fooled Again             | The Who              | Skin                                          |
|                |                                   |                                    |                      |                                               |
| 10             | Rywalki                           | Lose This Skin                     | The Clash            | Me Out Of Me                                  |
|                |                                   |                                    |                      |                                               |
| 11             | Przeprosiny                       | All Apologies                      | Nirvana              | Pick Up The Pieces                            |
|                |                                   |                                    |                      |                                               |
| 12             | Pociąg do nikąd                   | Train In Vain                      | The Clash            | That Girl                                     |
|                |                                   |                                    |                      |                                               |
| 13             | Zostać czy odejść?                | Should I Stay or Should I Go       | The Clash            | Temporary Insanity                            |
|                |                                   |                                    |                      |                                               |
| SERIA DRUGA    |                                   |                                    |                      |                                               |
|                |                                   |                                    |                      |                                               |
| 14             | Bez snu do Brooklynu              | No Sleep 'Til Brooklyn             | Beastie Boys         | My Sweet Time                                 |
| 15             | Bez snu do Brooklynu              | No Sleep 'Til Brooklyn             | Beastie Boys         | Stupid Girl                                   |
|                |                                   |                                    |                      |                                               |
| 16             | Wbrew prawu                       | I Fought The Law                   | The Clash            | Over-Rated                                    |
|                |                                   |                                    |                      |                                               |
| 17             | Miss Świata                       | Miss World                         | Hole                 | Not Standing Around                           |
|                |                                   |                                    |                      |                                               |
| 18             | Furia                             | Viciousness                        | Lou Reed             | Fade To Black                                 |
|                |                                   |                                    |                      |                                               |
| 19             | Dżinsowy Dżin                     | The Jean Genie                     | David Bowie          | Anyone But You                                |
|                |                                   |                                    |                      |                                               |
| 20             | Obcy w domu                       | Stranger In The House              | Rick Springfield     | Natural Disaster                              |
|                |                                   |                                    |                      |                                               |
| 21             | Kryzys osobowości                 | Personality Crisis                 | New York Dolls       | Who Am I Fooling                              |
|                |                                   |                                    |                      |                                               |
| 22             | Alleluja                          | Hallelujah                         | Leonard Cohen        | Liar Liar                                     |
|                |                                   |                                    |                      |                                               |
| 23             | Trudne dziecko                    | Problem Child                      | AC/DC                | How I Feel                                    |
|                |                                   |                                    |                      |                                               |
| 24             | Mały pomocnik mamy                | Mother's Little Helper             | The Rolling Stones   | How Strong Do You Think I Am                  |
|                |                                   |                                    |                      |                                               |
| 25             | Gdy się pojawiam                  | When I Come Around                 | Green Day            | White Lines                                   |
|                |                                   |                                    |                      |                                               |
| 26             | Randka z nieznajomym              | Date With The Night                | Yeah Yeah Yeahs      | There’s Us & Another Thin Line                |
|                |                                   |                                    |                      |                                               |
| SERIA TRZECIA  |                                   |                                    |                      |                                               |
|                |                                   |                                    |                      |                                               |
| 27             | Stracisz siebie                   | Lose Yourself                      | Eminem               | I Don’t Know If I Should Stay & Waste My Time |
|                |                                   |                                    |                      |                                               |
| 28             | Taka niewinna                     | Like a Virgin                      | Madonna              | I Will Be The Flame                           |
|                |                                   |                                    |                      |                                               |
| 29             | Natchnienie                       | Start Me Up                        | The Rolling Stones   | Worth Waiting For & Shooting star             |
|                |                                   |                                    |                      |                                               |
| 30             | Nieporozumienie                   | Helter Skelter                     | The Beatles          | Darkness Round The Sun                        |
|                |                                   |                                    |                      |                                               |
| 31             | Będzie co ma być                  | Let It Be                          | The Beatles          | Darkness Round The Sun                        |
|                |                                   |                                    |                      |                                               |
| 32             | Złote serce                       | Heart Of Gold                      | Neil Young           | Just The Beginning                            |
|                |                                   |                                    |                      |                                               |
| 33             | Długa droga                       | Long And Winding Road              | The Beatles          | Don't You Dare                                |
|                |                                   |                                    |                      |                                               |
| 34             | Osiemnastka                       | 18                                 | Alice Cooper         | Love To Burn                                  |
| 35             | Osiemnastka                       | 18                                 | Alice Cooper         | Love To Burn                                  |
|                |                                   |                                    |                      |                                               |
| 36             | Dokąd uciec?                      | Nowhere To Run                     | Kiss                 | Unravelling & What You Need                   |
|                |                                   |                                    |                      |                                               |
| 37             | Ciężar gwiazdy                    | Celebrity Skin                     | Hole                 | The Breakdown                                 |
|                |                                   |                                    |                      |                                               |
| 38             | Uroda zła                         | Sympathy For The Devil             | The Rolling Stones   | No Shoes, No Shirt                            |
|                |                                   |                                    |                      |                                               |
| 39             | Chcę tylko ciebie                 | All I Want Is You                  | U2                   | Where Does It Hurt                            |
|                |                                   |                                    |                      |                                               |
| SERIA CZWARTA  |                                   |                                    |                      |                                               |
|                |                                   |                                    |                      |                                               |
| 40             | Twój czas nadejdzie               | Your Time Is Gonna Come            | Led Zeppelin         | Ultraviolet                                   |
|                |                                   |                                    |                      |                                               |
| 41             | Szaleję za nią                    | She Drives Me Crazy                | Fine Young Cannibals | Deeper                                        |
|                |                                   |                                    |                      |                                               |
| 42             | Zmiany                            | Changes                            | David Bowie          | Remind Yourself                               |
|                |                                   |                                    |                      |                                               |
| 43             | My i oni                          | Us And Them                        | Pink Floyd           | Perfect                                       |
|                |                                   |                                    |                      |                                               |
| 44             | Należymy do siebie                | We Belong                          | Pat Benatar          | I Still Love You                              |
|                |                                   |                                    |                      |                                               |
| 45             | Mój dom                           | My Hometown                        | Bruce Springsteen    | Here We Go Again                              |
|                |                                   |                                    |                      |                                               |
| 46             | To nie nałóg                      | Not An Addict                      | K's Choice           | Just Wanted Your Love                         |
|                |                                   |                                    |                      |                                               |
| 47             | Wspaniały błąd                    | Brilliant Mistake                  | Elvis Costello       | Live Like Music                               |
|                |                                   |                                    |                      |                                               |
| 48             | Opętanie                          | Posession                          | The Cure             | Higher Ground                                 |
|                |                                   |                                    |                      |                                               |
| 49             | Każdy twój oddech                 | Every Breath You Take              | The Police           | Ghost of Mine                                 |
|                |                                   |                                    |                      |                                               |
| 50             | Nie traktuj mnie tak              | She Walks On Me                    | Hole                 | Ultraviolet                                   |
|                |                                   |                                    |                      |                                               |
| 51             | Terapia szokowa                   | Gimme Gimme Shock Treatment        | The Ramones          | 2AM                                           |
|                |                                   |                                    |                      |                                               |
| 52             | Kierunek Londyn                   | London Calling                     | The Clash            | The Music                                     |
|                |                                   |                                    |                      |                                               |

## Instant Star Minis

### Sezon 3
- "If I should stay"
- "The Flame"
- "Warrior Princess"
- "Geometry of Love"
- "Instant Noir"
- "My Best-Friend's Wedding"
- "8 Kilometers"
- "Hollywood Undercover"
- "What You Need"
- "Hollywood Undercover 2"
- "Tommy and Portia"

### Sezon 4
- "Higher Ground"
- "I Just Wanted Your Love"
- "That Was Us"
- "Remind Yourself"
- "Live Like Music"
- "Ultraviolet"
- "The Music"
- "Perfect"
- "Here We Go Again"
- "Ghost of Mine"
- "2 a.m."

## Instant Star: On the set

### Sezon 3
- "Time to Sing Again"
- "Tim and Alexz Time"
- "20 Minute Rain Delay"
- "One Flew Over the Photo Shoot"
- "Going Out With a Bang"
- "On the Steps of a Mansion"
- "A Day in the Country"
- "The Making of What You Need"
- "Swing Kids"
- "12:10 AM"
- "The Power to Rock"
- "Cory Sings"
- "Time to Say Goodbye"